# Відкрита бібліотека кліпартів
Відкрита бібліотека кліпартів (англ. Open Clip Art Library) — проєкт, покликаний створити вільнопоширюваний архів векторних кліпартів.
19 квітня 2019 року внаслідок DDoS-атаки сайт припинив роботу. Станом на 23 лютого 2020 року робота сайту відновлена.

## Про проєкт
Проєкт стартував на початку 2004, і станом на січень 2007 налічував понад 9300 зображень, доступних для завантаження.
Додати власний витвір до проєкту може будь-хто, одночасно автор передає зображення у суспільне надбання.
Формат зображень бібліотеки — SVG. Більшість зображень створено у редакторі Inkscape.

## Атака
19 квітня 2019 року вебсайт був змушений працювати в режимі офлайн через розподілену атаку з відмовою обслуговування (DDoS). Джон Філіпс, один із засновників сайту, виявився жертвою крадіжки особистих даних, тому стало незрозумілим, чи були правдивими попередні повідомлення про DDoS-атаку.